# Mahnertita
La mahnertita és un mineral de la classe dels fosfats. Rep el nom de Volker Mahnert (3 de desembre de 1943, Innsbruck, Àustria - 23 de novembre de 2018, Ginebra, Suïssa), zoòleg, director del Muséum d'Histoire Naturelle de Ginebra, Suïssa.

## Característiques
La mahnertita és un arsenat de fórmula química NaCu₃(AsO₄)₂Cl·5H₂O. Va ser aprovada com a espècie vàlida per l'Associació Mineralògica Internacional l'any 1994, sent publicada per primera vegada el 1996. Cristal·litza en el sistema tetragonal. La seva duresa a l'escala de Mohs es troba entre 2 i 3. Estructuralment es troba relacionada amb la zdenĕkita i amb altres membres del grup de la lavendulana.
Segons la classificació de Nickel-Strunz, la mahnertita pertany a «08.DH: Fosfats amb cations de mida mitjana i gran, (OH, etc.):RO₄ < 1:1» juntament amb els següents minerals: minyulita, leucofosfita, esfeniscidita, tinsleyita, jahnsita-(CaMnFe), jahnsita-(CaMnMg), jahnsita-(CaMnMn), keckita, rittmannita, whiteïta-(CaFeMg), whiteïta-(CaMnMg), whiteïta-(MnFeMg), jahnsita-(MnMnMn), kaluginita, jahnsita-(CaFeFe), jahnsita-(NaFeMg), jahnsita-(NaMnMg), jahnsita-(CaMgMg), manganosegelerita, overita, segelerita, wilhelmvierlingita, juonniïta, calcioferrita, kingsmountita, montgomeryita, zodacita, arseniosiderita, kolfanita, mitridatita, pararobertsita, robertsita, sailaufita, mantienneïta, paulkerrita, benyacarita, xantoxenita, andyrobertsita, calcioandyrobertsita, englishita i bouazzerita.

## Formació i jaciments
Va ser descoberta a la mina Cap Garonne, situada a la localitat de Le Pradet, al departament de Var (Provença-Alps-Costa Blava, França). També ha estat descrita a Alemanya, Grècia, Itàlia, els Estats Units i Xile.